# Radulodon
Radulodon là một chi nấm thuộc họ Meruliaceae.